# Котора венесуельський
Котора венесуельський (Pyrrhura hoematotis) — вид папугоподібних птахів родини папугових (Psittacidae). Ендемік Венесуели.

## Підвиди
Виділяють два підвиди:
- P. h. immarginata Zimmer, JT & Phelps, 1944 — північ гір Кордильєра-де-Мерида (штат Лара);
- P. h. hoematotis Souancé, 1857 — гори Прибережного хребта (Арагуа до Міранди).

## Поширення і екологія
Венесуельські котори живуть у вологих гірських тропічних лісах і саванах, на висоті від 800 до 2000 м над рівнем моря. Зустрічаються зграйками. Живляться плодами і насінням.